# 大鵬灣國家風景區
22°27′23″N 120°28′44″E / 22.4564183°N 120.4788072°E
大鵬灣國家風景區（英語：Dapeng Bay National Scenic Area）為中華民國的國家風景區之一，於1997年設立，範圍涵蓋台灣西南部的大鵬灣及其鄰近陸地。2000年，小琉球風景區併入，形成現今的管理範圍，並更名為大鵬灣沼地生態國家風景區。該風景區位於屏東縣境內，主要包括大鵬灣、琉球嶼及周邊區域，擁有豐富的自然與人文景觀。

## 背景
大鵬灣區域內除擁有潟湖生態景觀外，亦包含軍事歷史遺跡，如原大鵬空軍集中訓練營區遺址，現已開放為觀光景點。此外，風景區內建設多種遊憩設施，包括大鵬灣卡丁車場、大鵬灣國際賽車場，以及具有軍旅風格的餐廳和特色民宿，提供遊客多樣化的休閒體驗。湖畔設有帆船基地與風帆訓練中心，可供遊客進行水上活動。  
大鵬灣風景區內的鵬灣跨海大橋為一座自動化機械臂力懸掛開放式橋樑，橫跨湖面，為區內重要地標之一。此外，區內規劃有環灣道路及環灣自行車道，方便遊客探索沿岸景色。整個風景區範圍涵蓋陸域、海域與海島地形，北以省道台17線為界，東鄰林邊鄉，界線沿鄉道屏128線延伸，西側則鄰近東港鎮新溝地區。  
在觀光發展方面，風景區內設有海上藍色公路，並規劃多個觀光航線。近期計畫涵蓋高雄港、海口港與小琉球，中期計畫則進一步擴展至大鵬灣漁洋區及海洋博物館。遠期計畫則考慮引入大型船隻，延伸航線至新加坡及菲律賓。

### 大鵬灣風景區
大鵬灣古稱鱉興港、茄藤港、關帝港及南平港，日治時期稱為大潭，戰後改為大鵬灣。
大鵬灣潟湖位於台灣西南部，由屏東縣和林邊鄉間的林邊溪沖積物沖積形成囊狀潟湖，水深2－6公尺，平均水深約3公尺。灣域的北側分布有海茄苳這類紅樹林植物，加上水位變化穩定、營養鹽充足，形成濕地生態系。生物的物種也包括了植物、水鳥、招潮蟹、彈塗魚、魚蝦貝類等。灣域出海口南邊的南平沙洲沙嘴附近設有青洲遊憩設施，周圍種有麻黃防風林。
台灣日治時期之前，大鵬灣區有漁民在此從事牡蠣養殖業，日治時代末期，日本海軍航空隊在灣區建立水上機場及潛艇基地，戰後，空軍接收成立空軍幼校，牡蠣養殖工作遭到禁止。空軍幼校結束後，灣區的牡蠣養殖慢慢回復，但因為潮流口淤淺和未做好規畫工作，造成潟湖水質惡化，四處可見的蚵架和傾倒蚵殼而形成的蚵殼島，成為特殊的人文景觀。隨著國家風景區的成立，蚵架在2002年完成徵收和拆除，箱網養殖則成為另一種灣域附近的養殖形態。
遊憩據點有：

#### 大鵬灣國際休閒特區
- 青洲濱海遊憩區：位於大鵬灣潟湖唯一出海口西南側，背倚大鵬灣、面向台灣海峽，觀海視野極佳，可遠眺小琉球與海面上船隻，以及欣賞海天一色美景，擁有蔚藍海洋與陽光沙灘，佔地約7.6公頃。此處因緊臨鵬灣跨海大橋邊，而成為遊客觀賞開啟橋的最佳「好望角」。主要以親水休閒為主題，規劃有海景棧道、薄膜觀景區、沙灘遊憩區等，是大鵬灣國家風景區裡最佳的消暑、踏浪、戲水、體驗沙灘車等活動據點。[2]

#### 濕地公園
- 大潭濕地
- 鵬村濕地（造物手，裝置藝術）
- 右岸濕地
- 左岸濕地
- 崎峰濕地
- 紅樹林濕地

#### 其他景點
- 濱灣公園（帆船基地）
- 蚵殼島
- 大鵬灣海上教堂
- 巨鮪來富

### 小琉球風景區

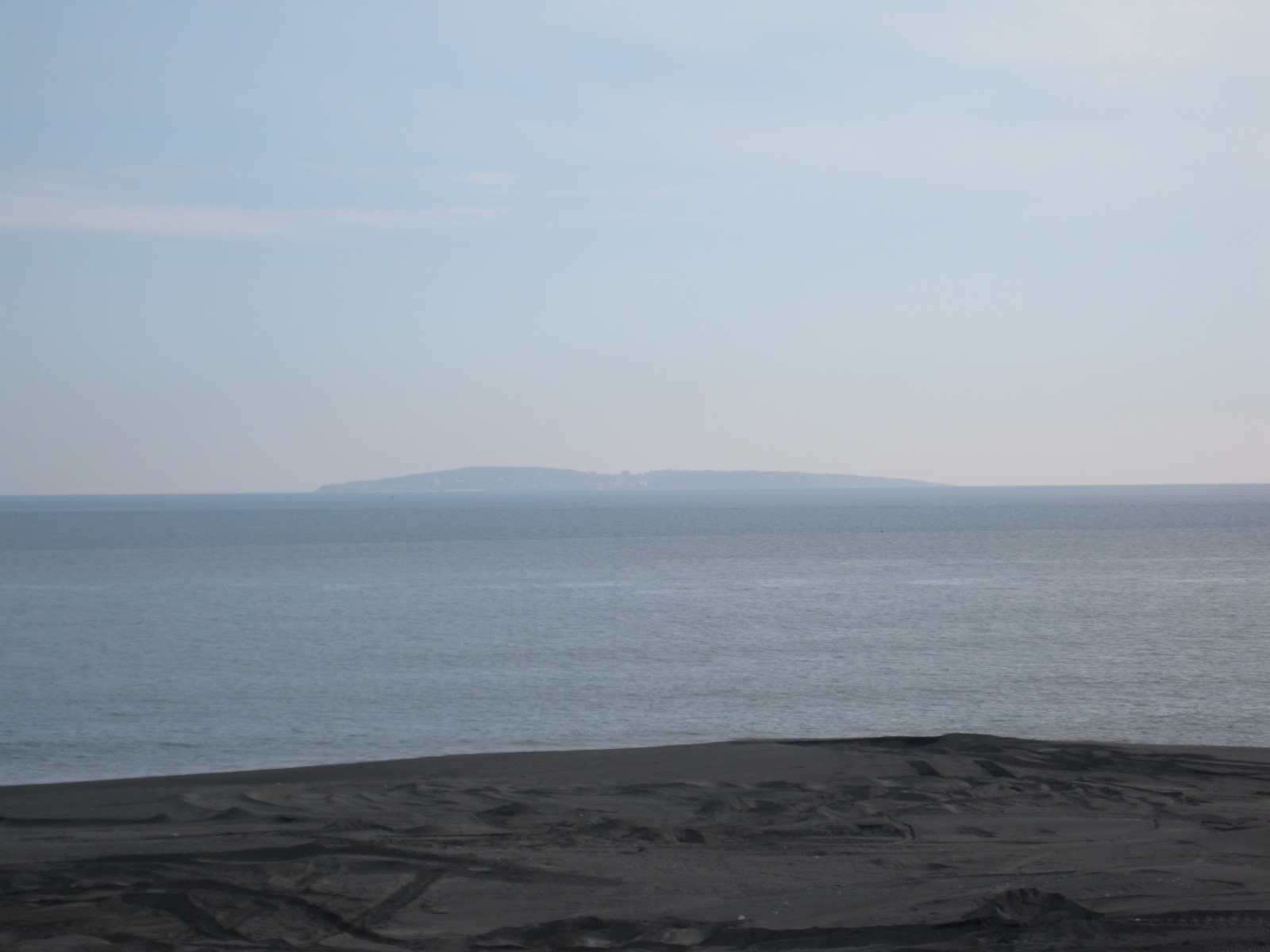
從青洲濱海遊憩區遠眺小琉球

小琉球風景區位於屏東縣琉球鄉，共有8村，人口約1萬3千多人，70%的居民以漁業為生。距離東港鎮約14公里，由東港鎮搭船約25分鐘，面積6.8平方公里，南北長約5.5公里，東西最寬之處2公里，周圍長共11.92公里。
清朝鳳山知縣黃家鼎曾寫詩描寫小琉球的景色：
 鯤南天設小琉球　一嶼千家水上游 燦爛晴霞明海市　迷離曉月現蜃樓
 縱橫平坦飛還駐　名類籓封禁又收 散錦煥文開盛運　孤懸片土亦瀛洲
小琉球一年平均300天日照，屬於珊瑚礁島，此處的珊瑚約有48屬177種，可進行浮潛活動，進行潮間帶生態觀察。。

## 相片集

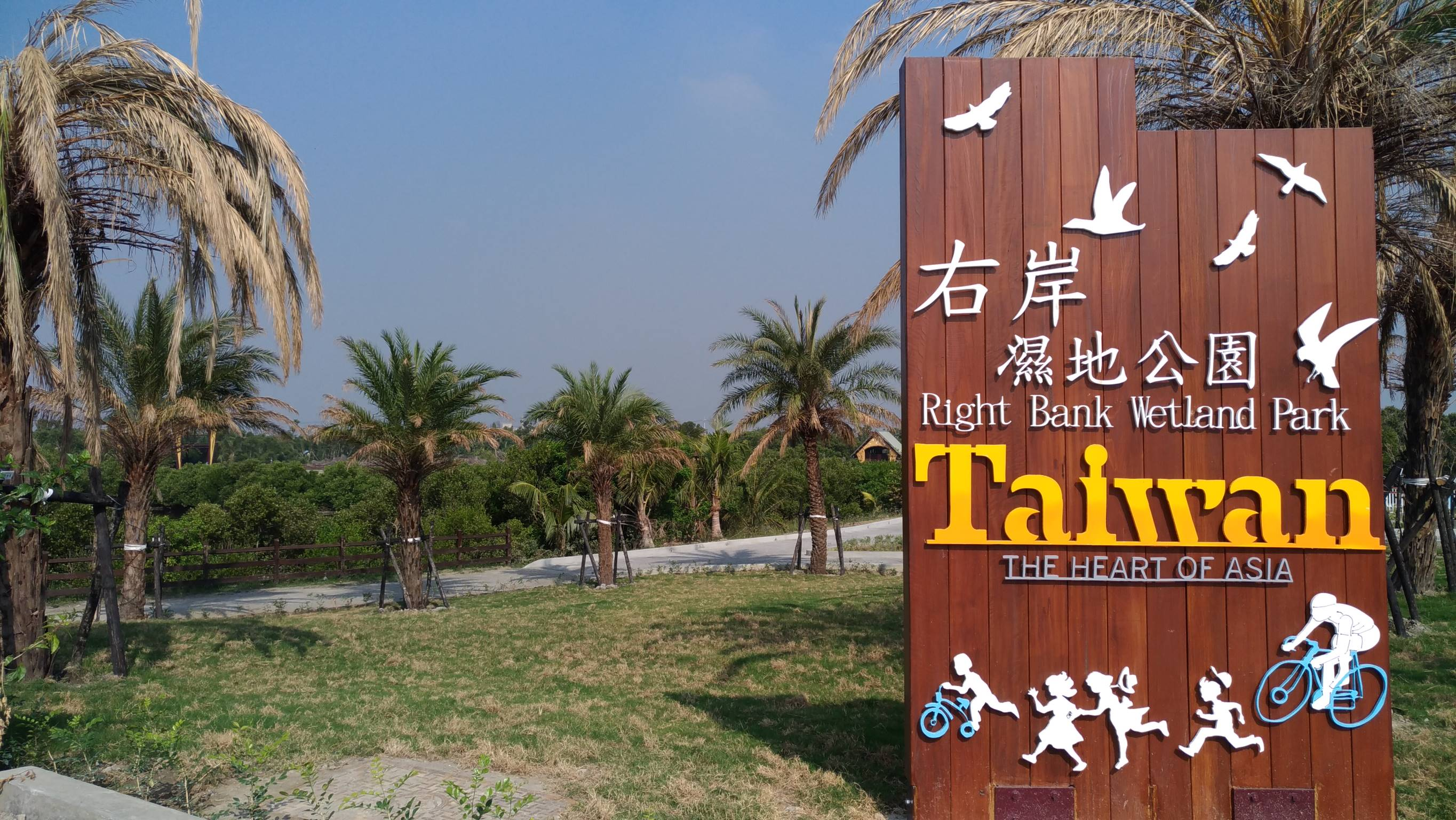
右岸濕地公園
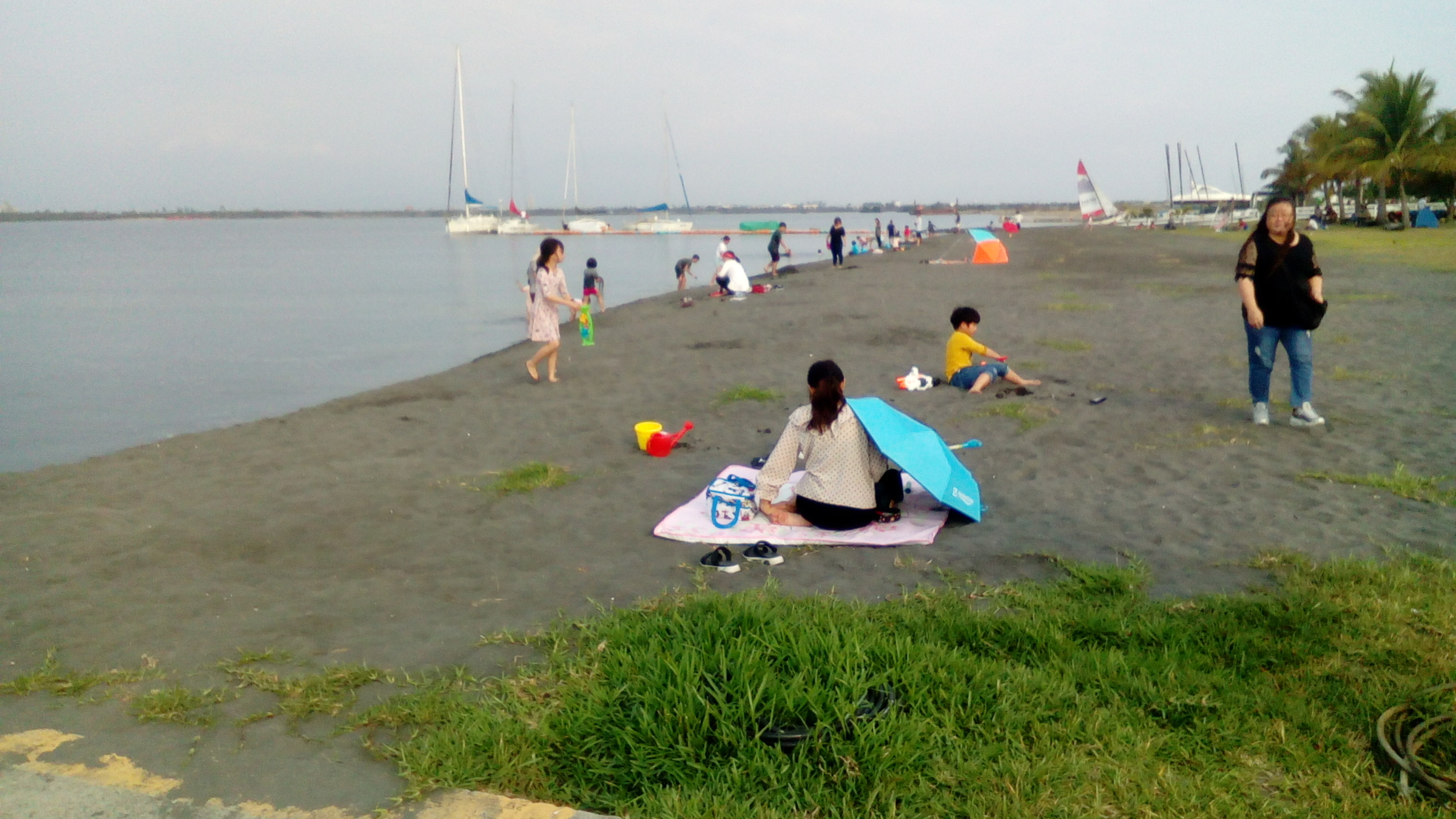
濱灣公園內的沙灘
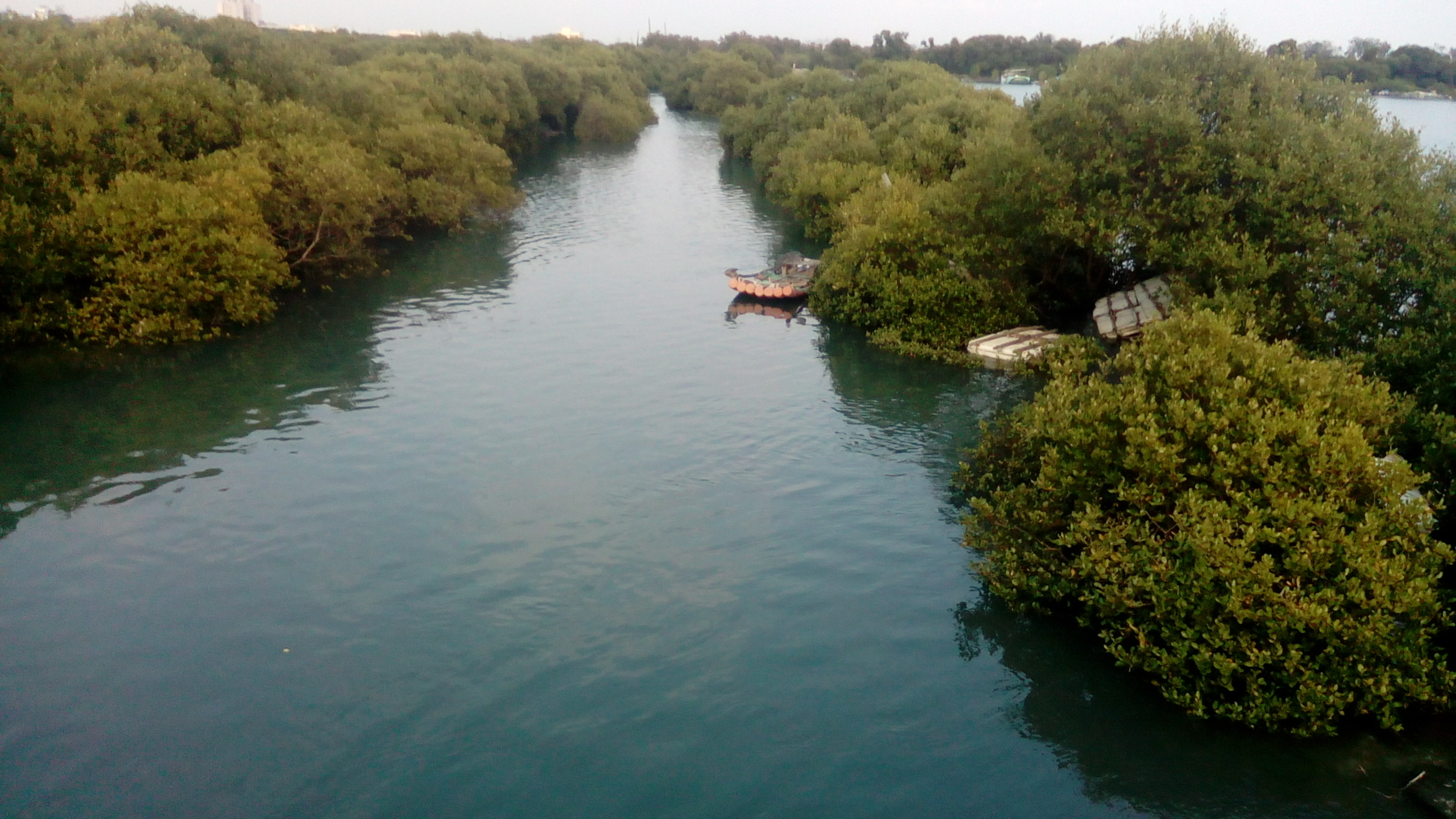
大鵬灣內的紅樹林渠

## 特色活動
臺灣燈會
風帆橫渡小琉球
東港黑鮪魚文化觀光季
小琉球迎王平安祭典
國際自由車環台公路大賽
近年賽事中，大鵬灣環灣道路被選為第4站或第5站路線之一。
開橋秀

## 外部連結
- 大鵬灣國家風景區 （页面存档备份，存于）
- 大鵬灣國際休閒特區 （页面存档备份，存于）
- 大鵬灣國家風景區建設計畫 （页面存档备份，存于）.行政院公共工程委員會
- 大鵬灣國家風景區-大鵬灣遊客中心 交通部觀光局 （页面存档备份，存于）